# Szathmári Paksi Mihály (tanár, 16. század)
Szathmári Paksi Mihály, Paksi Cormaeus Mihály (Paks, 16. század közepe – Szepsi, 1585. március 2.) református kollégiumi tanár.

## Élete
1566. május 20-án a wittenbergi egyetemre iratkozott be, ahol neve Paxinak van írva. Ezután Telegdi Miklós segélyével Genfben folytatta tanulmányait. Több nemes ifjú nevelője volt, akikkel 1568-ban Heidelbergben, Párizsban, és Olaszországban is utazott. Hazajővén 1576-ban Debrecenben volt lelkész, majd Tokajban, azután Gyulafehérváron és Marosvásárhelyen lelkészkedett, végül Sárospatakon volt tanár 1577-ben.
Külföldi tudósokkal, Bullingerrel, Simlerrel sat. levelezett; ezen levelekből az utóbbihoz intézett három levele: 1572. ápr. 12., dec. 4. és 1573. ápr. 5. megjelent. (Miscell Tigur. 213-227.).